# Patrouille de police spéciale
Les Patrouilles de Police spéciales, ukrainien Патрульнa поліція особливого призначення, sont des volontaires affiliés au Ministère de l'Intérieur (Ukraine) créé en Ukraine le 15 avril 2014 à la suite de l'activation du conflit russo-ukrainien.

## Historique
L'unité est engagée lors de l'invasion de l'Ukraine par la Russie en 2022.

## Unités activées
- Bataillon Artemivsk  (батальйон ПСМОП "Артемівськ")
- Compagnie Bogdan (рота ПСМОП "Богдан")
- Bataillon Chernihiv (батальйон ПСМОП "Чернігів")
- Bataillon Dnipro ou Dniepr-1
- Bataillon Ivano-Frankivsk
- Bataillon Kharkiv
- Compagnie Kremenchuk
- Bataillon Poltava
- Régiment de police spéciale « Kiev »
  - Bataillon Kyiv-1
  - Bataillon Kyiv-2
  - Bataillon Golden Gate
  - Bataillon Sitch